# ريتشارد أوتشوا
ريتشارد أوتشوا (بالإسبانية: Richard Ochoa) هو دراج فنزويلي، ولد في 14 فبراير 1984 في بلنسية في فنزويلا، وتوفي في 19 يوليو 2015 في كاراكاس في فنزويلا.

## وصلات خارجية
- ريتشارد أوتشوا على موقع الاتحاد الدولي للدراجات (الإنجليزية)
- ريتشارد أوتشوا على موقع أرشيف الدراجات (الإنجليزية)
- ريتشارد أوتشوا على موقع نسبة الدراجات (الإنجليزية)